# بو یوهانسون (وزنه‌بردار)
بو یوهانسون (سوئدی: Bo Johansson؛ زادهٔ ۷ فوریه ۱۹۴۵) وزنه‌بردار اهل سوئد بود.
وی در مسابقات کشوری و بین‌المللی در مجموع برندهٔ ۴ مدال نقره، ۲ مدال برنز شده‌است.